# Damböckhaus
Das Damböckhaus ist eine Schutzhütte des  Österreichischen Touristenklubs auf dem Schneeberg in Niederösterreich.

## Lage
Inmitten auf dem Hochplateau, etwa 15 Gehminuten von der Endstation der Zahnradbahn entfernt, liegt das nach einem Wiener Industriellen benannte Damböckhaus. Das Schutzhaus ist eine Zwischenstation auf dem knapp einstündigen Weg zur Fischerhütte.

## Geschichte
Das Damböckhaus wurde 1872 von den Puchberger Viehhirten gebaut. Der Wiener Seidenfabrikant Johann Damböck hat diesen Bau mit finanziellen Mitteln unterstützt, daher der Name Damböckhaus. Es wurde 1898 renoviert und vom Österreichischen Touristenklub übernommen.
Im Mai 2010 wurde das Damböckhaus und die Fischerhütte an das Wasser- und Kanalnetz angeschlossen.

## Aufstieg
- Zwischenweg (Station Hochschneeberg bis Damböckhaus): Gehzeit 15 Minuten
- Fadensteig / Plateauweg (Losenheim bis Fadensattel, weiter bis Fischerhütte und bis Damböckhaus): Gehzeit 3–4 Stunden
- Hengstweg/Plateauweg (Puchberg am Schneeberg bis Station Hochschneeberg, weiter bis Damböckhaus): Gehzeit 3 Stunden
- Emmisteig/Plateauweg (Kaiserbrunn bis Naturfreundehaus Knofeleben, weiter bis Damböckhaus): Gehzeit 3–4 Stunden
- Herminensteig/Plateauweg (Schneebergdörfl bis Station Hochschneeberg, weiter bis Damböckhaus): Gehzeit 3 Stunden

## Übergang zu anderen Hütten
- Fischerhütte
- Berghaus Hochschneeberg